# Vesicularia galerulata
Vesicularia galerulata är en bladmossart som beskrevs av Brotherus 1908. Vesicularia galerulata ingår i släktet Vesicularia och familjen Hypnaceae. Inga underarter finns listade i Catalogue of Life.